# Teatro all'aperto Cemil Topuzlu
Il Teatro all'aperto Cemil Topuzlu (in turco Cemil Topuzlu Açıkhava Tiyatrosu o Açıkhava Tiyatrosu) è un teatro contemporaneo situato nel quartiere di Harbiye del distretto di Şişli a Istanbul, in Turchia. Si trova di fronte al Centro internazionale per congressi ed esposizioni Lütfi Kırdar e dietro l'Hilton Istanbul Bosphorus, sul lato europeo della città.
Il teatro è il luogo all'aperto più popolare della città durante l'estate e ospita principalmente concerti di musica di vario genere di artisti locali e internazionali. Ospita anche attività culturali per diversi festival che si tengono a Istanbul in estate.

## Storia
La costruzione del teatro all'aperto fu proposta dall'urbanista francese Henri Prost (1874-1959), che sviluppò un progetto per Istanbul negli anni Trenta. Progettato dagli architetti turchi Nihad Yücel e Nahid Uysal, la posa della prima pietra avvenne nel luglio 1946, nel periodo in cui era in carica Lütfi Kırdar (1887-1961), governatore e sindaco di Istanbul.
Il teatro fu inaugurato il 9 agosto 1947 con una cerimonia. Tuttavia, assunse la sua forma definitiva dopo che il regista teatrale tedesco Carl Ebert (1887-1980), all'epoca direttore del Conservatorio di Stato di Ankara, apportò modifiche al progetto architettonico dell'area scenica. La correzione di tutte le carenze fu completata solo negli anni '50. La costruzione costò alla fine 900.000 euro.
Il teatro fu inaugurato con un'opera di Sofocle, la tragedia ateniese Edipo Re, interpretata da attori del Teatro di Stato di Ankara.
Nel 1958 il teatro fu intitolato a Cemil Topuzlu (1866-1958), sindaco di Istanbul all'epoca della seconda monarchia costituzionale ottomana.

## Architettura
La facciata è rivestita con pietra calcarea alternata a pietra di Uzunköprü per ottenere un tono di colore. Anche le gradinate sono in pietra di Uzunköprü. Il teatro all'aperto è stato progettato con la forma degli antichi teatri, con posti a sedere a gradinata per gli spettatori, di forma semicircolare, intorno a uno spazio di rappresentazione piatto. La capacità del teatro è di 3.972 posti a sedere, a cui si aggiungono 30 posti “loge” per i VIP. La sezione per l'orchestra può ospitare 80 musicisti. Al centro dell'auditorium si trova un proiettore cinematografico per la proiezione di film o diapositive. Il palcoscenico è abbastanza grande da permettere a 200-300 attori di sfondo di muoversi liberamente. I passaggi e i cancelli sono dimensionati per l'evacuazione istantanea del palco.